# Народно читалище „19 февруари – 1906“
Народно читалище „19 февруари – 1906“ е читалище в село Скравена, община Ботевград. Създадено е на 3 март (19 февруари) 1906 г. от местни учители, свещеници и общественици.

## История
Дейността му съществува години преди неговото създаване – театрални представления, сказки, разменяне на книги и периодичен печат. За пръв председател е избран учителят Петър Нинов. Приети са устав и програма за дейността. Читалищните и библиотечните дейности се провеждат в класните стои на училището. През периода на войните няма сведения за развитие на читалищната дейност в село Скравена, но след това настъпва бурен подем, а разширяването на дейността налага наличието на собствена сграда. През 1937 г. със средства събрани от населението и доброволен труд в Скравена отваря врати съвременна за онова време читалищна сграда, каквато е имало само в няколко населени места в Софийския регион, със салон за представления и кинопрожекции, с библиотека и хранилище, със стая за репетиции и заседания. През годините се сформират и активно работят самодейни колективи – младежки танцов състав, женски битов хор, театрален състав, тамбурашки състав. Те изнасят представления и концерти на местната сцена и в общината, участват и в редица мероприятия в страната, което им донася редица награди и аплодисменти на публиката.
На 19 май 1982 г. е открита новата читалищна сграда – съвременна и функционална. В нея самоотвержения труд на служителите и таланта на самодейците намират реализация и изява.

## Дейност
Читалище „19 февруари 1906“ е организатор на редица прояви: отбелязване на бележити дати от местния и националния календар (6 януари, 19 февруари, 3 март, 1 ноември и др.), на традиционни празници и обичаи (Трифон Зарезан, Великден, Коледно – Новогодишни празници и др.). Като основен организатор читалището участва и в ежегодните възпоменателни чествания, посветени на 2 юни – Деня на Ботев и загиналите за свободата на България и свързани с намиращия се в селото Паметник костница на Ботевите четници, които имат повече от стогодишна традиция.
Библиотеката при читалището разполага с 19 650 библиотечни материала, с функционални помещения, които дават възможност за провеждане на различни мероприятия за възрастни и деца. Предоставената техника по програма „Глобални библиотеки“, в която библиотеката е включена на първи етап – 2009 г., я превърна в съвременен информационен център, който извършва справочно-информационното обслужване на местната общност, както и предоставяне на редица технически услуги:копиране, сканиране, е-майл, консултации и обучения, свързани с новите технологии.
Участниците в читалищната дейност и потребителите на библиотеката са хора от различни възрасти, пол и образование. Но особено внимание се отделя на работата с децата – и като участници в самодейните колективи, и като участници в мероприятията, с цел възпитание в български национален дух и традиции и развитие на творческия им потенциал.